# 韦齐奥城堡

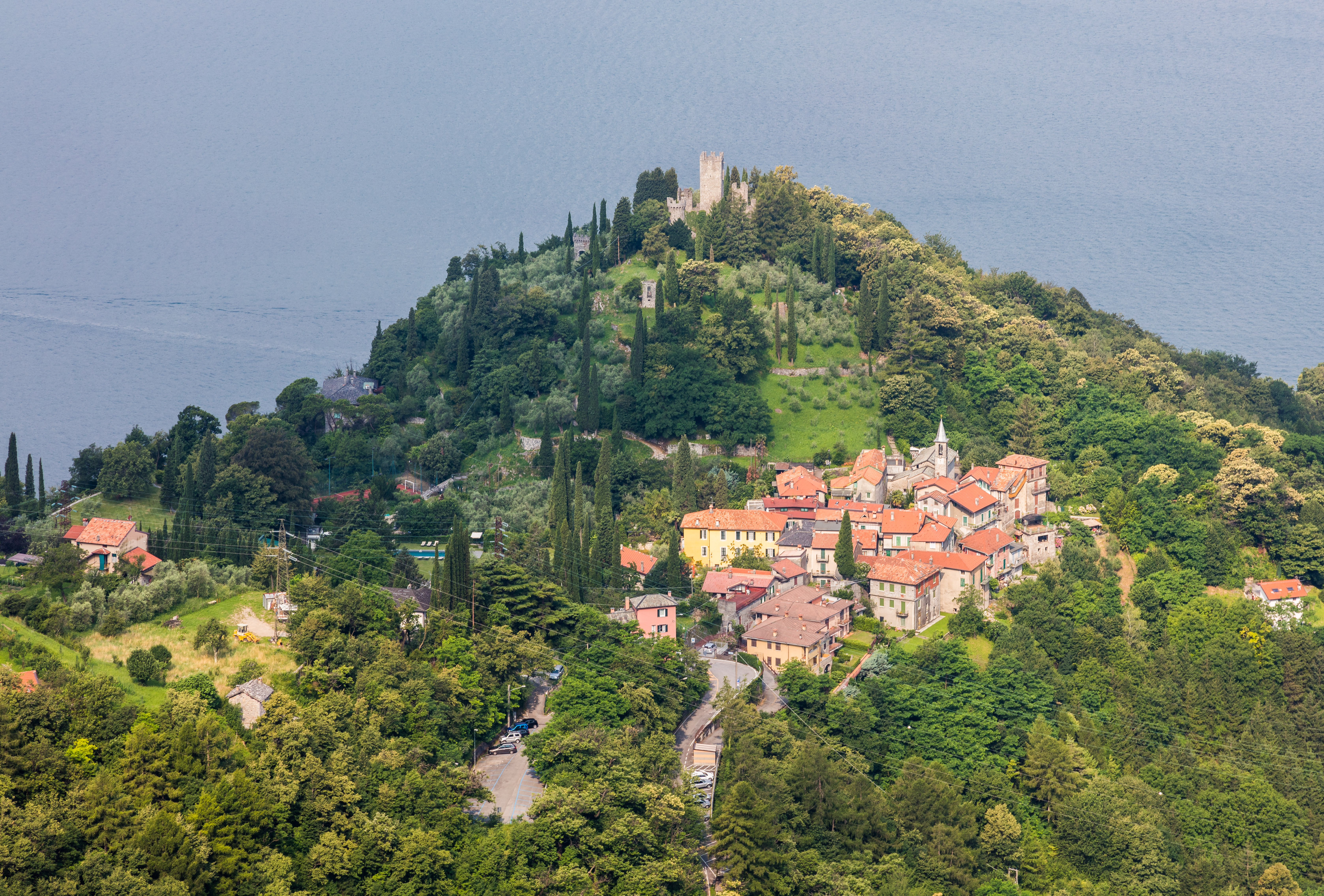

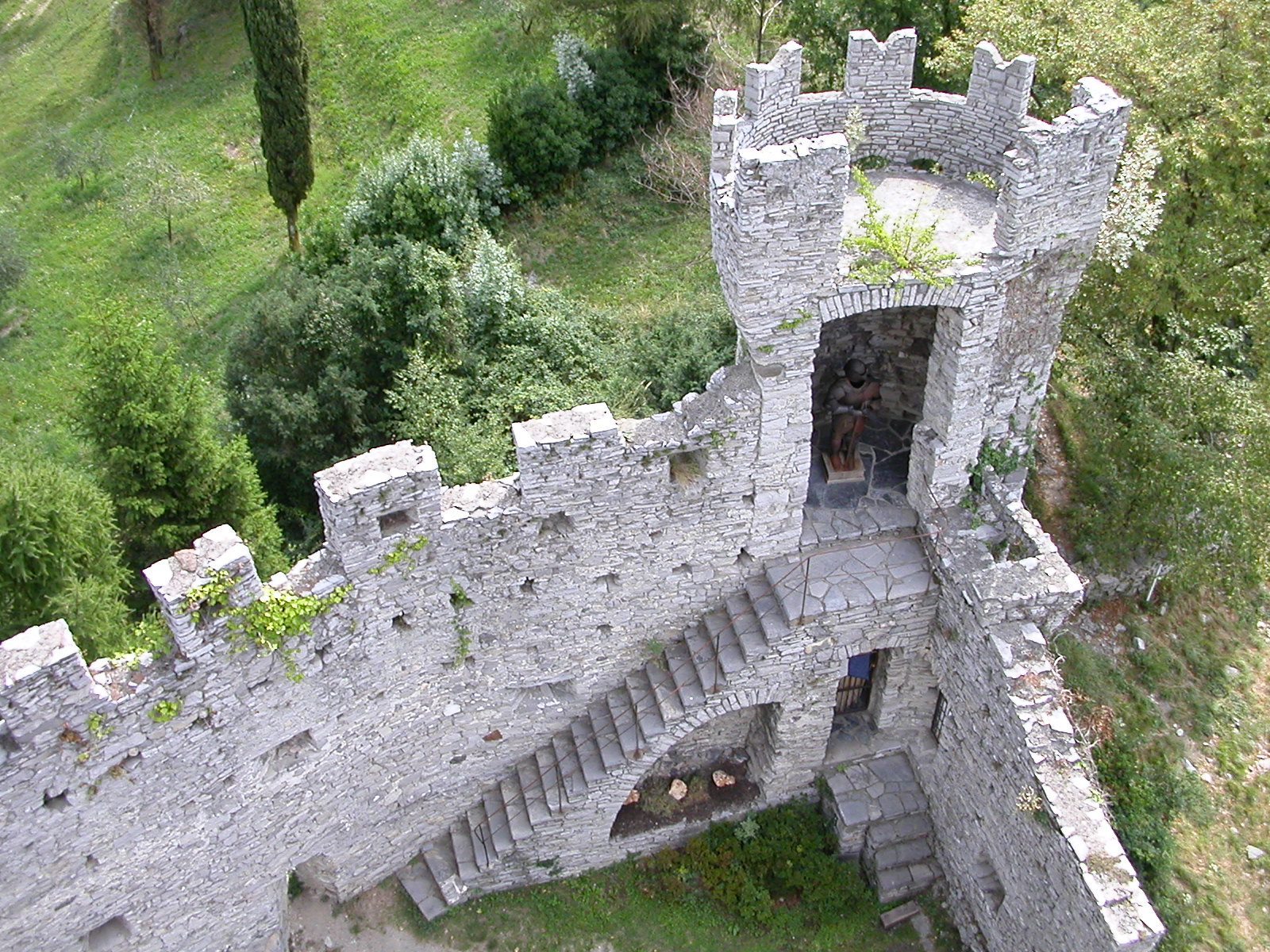
韦齐奥城堡

韦齐奥城堡（意大利语：Castello di Vezio）是意大利北部莱科省的一座城堡，下临科莫湖，邻近山下的村镇瓦伦纳和佩尔莱多。

## 历史

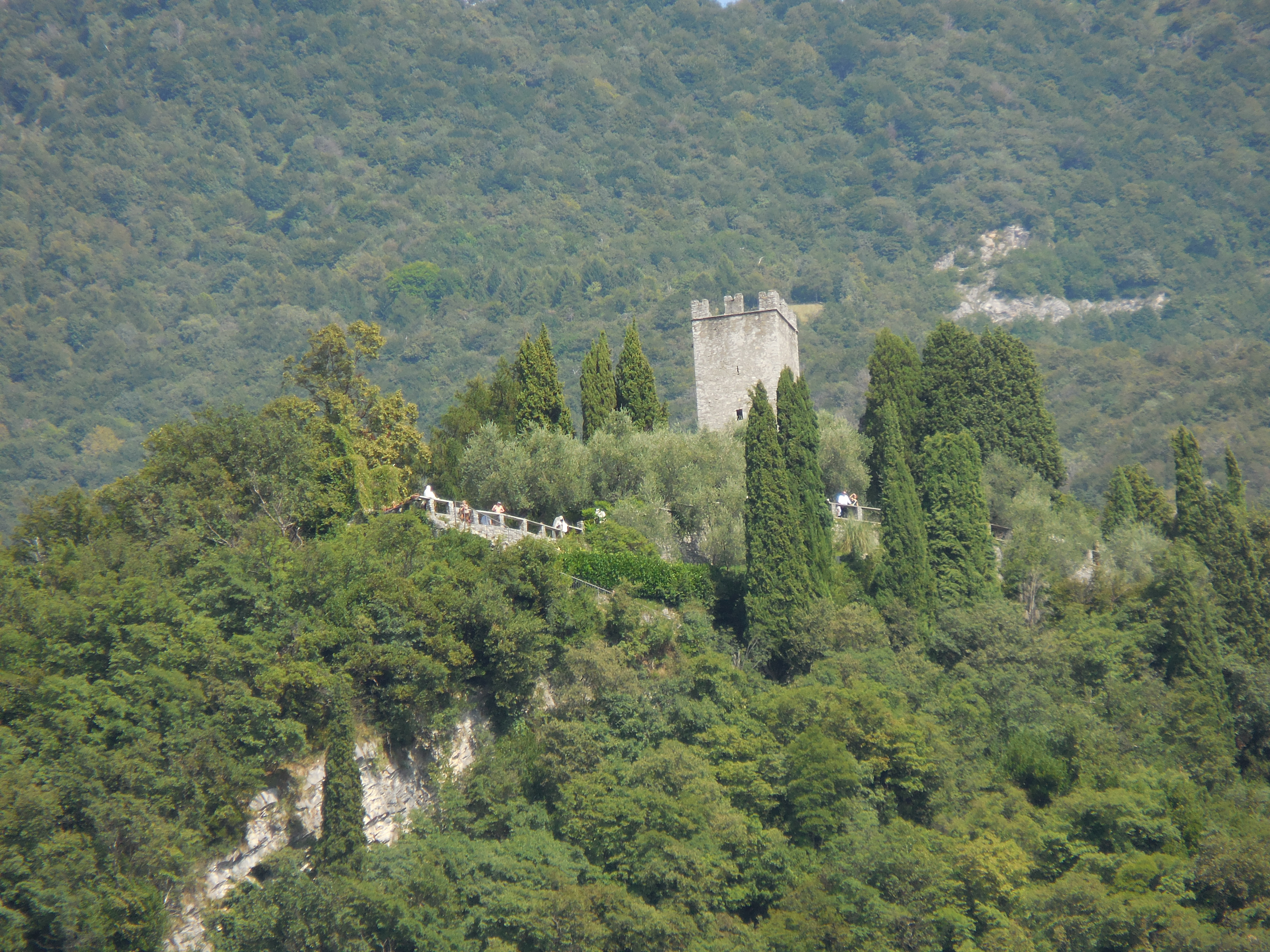

城堡建于11世纪末12世纪初，此后曾数次修复。 （页面存档备份，存于） 1956年在此区域发现了铁器时代的坟墓遗址、武器以及盔甲。
在第一次世界大战期间，城堡作为由意大利军队参谋长路易吉·卡多尔纳规划的卡多尔纳防线的一部分，用以阻止德国从瑞士向南入侵。
韦齐奥城堡在1999年开始向公众开放，设有永久性的展览。